# Carme Camps i Salvat
Carme Camps i Salvat (Palma, Mallorca, 29 de juliol de 1930 - Barcelona, 29 d'agost de 2020) va ser una bibliotecària catalana i cap del Servei de Biblioteques de la Generalitat de Catalunya entre 1984 i 1995.
El 1950 finalitzà els estudis a l'Escola de Bibliotecàries, amb una tesina que girava al voltant dels índexs dels volums XI-XX de la revista Estudis universitaris catalans. Germana de Concepció Camps, que va ser secretària de l'Escola Universitària Jordi Rubió i Balaguer entre 1979 i 1992, i tia de dues bibliotecàries, filles de la Concepció, Blanca i Lourdes Reyes i Camps, entre 1983 i 1985 fou la presidenta de l'Associació de Bibliotecaris de Catalunya precedent de l'actual Col·legi Oficial de Bibliotecaris-Documentalistes de Catalunya. El 1984 fou nomenada cap del Negociat de la Central de Biblioteques de Barcelona, del Departament de Cultura, i dos anys més tard, fou nomenada cap del Servei de Biblioteques i del Patrimoni Bibliogràfic, càrrec que exercí fins al 1995, en què es jubilà.

## Publicacions[4]
- "Les Biblioteques infantils". Item: revista de biblioteconomia i documentació, ISSN 0214-0349, núm. 1, 1987, pàgs. 9-18.
- "Redes de Bibliotecas o Bibliotecas independientes. Ventajas e inconvenientes". A: Bibliotecas públicas: 1º jornadas, San Sebastián, 20-21-22 de mayo de 1988. Asociación de Bibliotecarios de Guipúzcoa, 1989, ISBN 84-404-4516-4, pàgs. 29-40.
- "Las Bibliotecas infantiles". A: Archivos, bibliotecas, museos, 1987, ISBN 84-86240-59-X, pàgs. 237-242.
- "Organización y servicios de las Bibliotecas Biomédicas". A: Primeras Jornadas de Información y Documentación Biomédica, Santander, junio de 1986, 1986, ISBN 84-398-9283-7, pàg. 180.
- "Estudios de Biblioteconomía: el largo camino hacia su normalización". A: IV Jornadas Bibliotecarias de Andalucía, 1985, ISBN 84-505-1907-1, pàgs. 51-64.